# Aspitrigla
Aspitrigla is een monotypisch geslacht van straalvinnige vissen uit de familie van de ponen (Triglidae) en de orde van schorpioenvisachtigen (Scorpaeniformes). Het geslacht wordt niet erkend door ITIS, de leden plaatst zij onder Chelidonichthys.

## Soort
- Aspitrigla cuculus (Linnaeus, 1758) (Engelse poon)